# Senecká hora (rozhledna)
Rozhledna na Senecké hoře u Pavlíkova u stejnojmenné kóty 507 m n. m., asi 900 metrů severozápadně od městysu Pavlíkov, byla pro veřejnost otevřena 2. května 2015. Rozhledna byla postavena v letech 2014–2015 nákladem asi 5,7 milionu korun za přispění dotace z regionálního operačního programu. Rozhlednu projektoval Eugen Točík z firmy Trignis, stavbu provedla firma INGENIA dřevostavby, Linhartovy. Součástí stavby je i související turistická stezka v okolí Pavlíkova.

## Popis
Konstrukce rozhledny je z lepených hranolů s kovovými prvky. Spodní část, do výše 7,9 metru, ve které se nachází spodní ochoz, je obepnuta betonovým monolitickým prstencem ve tvaru komolého jehlanu s otupeným nárožím. Horní vyhlídková plošina je umístěna ve výšce 18,4 metru. Celková výška rozhledny je 21,6 metru.

## Přístup
Provozní doba rozhledny je od 1. dubna do 31. října, denně od 9.00 do 18.00 hodin. Z Pavlíkova k rozhledně vede cesta pro pěší, cyklisty i automobily. V bezprostřední blízkosti rozhledny je malé parkoviště. 